# 拉齐尼·巴依卡
拉齐尼·巴依卡（1979年4月—2021年1月4日），男，塔吉克族，新疆塔什库尔干人，中华人民共和国护边员，中国共产党党员，第十三届全国人民代表大会新疆地区代表。

## 生平
2001年12月，加入中国人民解放军，在部队里因为训练成绩一直名列前茅，被评为“优秀士兵”。2004年7月，退役的拉齐尼·巴依卡加入中国共产党，之后在当地为红其拉甫边防连担任巡逻向导，由于多次完成任务，他也被当地部队及民众誉为“帕米尔雄鹰”。2018年2月24日，当选为第十三届全国人大代表。
2020年10月获得全国爱国拥军模范荣誉称号，11月被评为全国劳动模范。
2021年1月4日，拉齐尼·巴依卡在喀什因救助落水儿童遇难，终年41岁。2021年3月3日，中共中央宣传部追授巴依卡“时代楷模”称号。